# Square Flandres
Het metrostation Square Flandres is een station van metrolijn 1 van de metro van Rijsel. Anders dan de naam doet vermoeden, ligt het station niet in de plaats Lezennes, maar in de deelgemeente Hellemmes-Lille aan een van de belangrijkste straten, Rue Roger-Salengro.